# JPEG 2000
JPEG 2000 è uno standard di compressione dell'immagine basato sulla trasformazione wavelet discreta. Così come il celebre formato JPEG, anche JPEG 2000 è stato creato dal Joint Photographic Experts Group, ed è definito dallo standard ISO/IEC 15444-1.

## Principali caratteristiche
JPEG 2000 utilizza compressione sia lossy che lossless. I file in formato JPEG 2000 hanno generalmente l'estensione .jp2 (standard) o .j2f (esteso); i tipi MIME corrispondenti sono image/jp2, image/jpeg2000, image/jpeg2000-image, image/x-jpeg2000-image. Il formato JPEG 2000 consente di comprimere immagini in modo molto efficiente con una minima perdita di qualità ed offre inoltre la possibilità di applicare alla stessa immagine compressioni diverse da una zona all'altra, ad esempio più accurata nei punti d'interesse, più grossolana per le parti circostanti. È inoltre possibile associare metadati ad un'immagine. Nonostante queste caratteristiche conferiscano al formato JPEG 2000 un chiaro vantaggio rispetto agli altri formati immagine, la sua diffusione è tutt'oggi relativamente limitata perché non viene supportato dalla maggior parte dei browser.

## Codifica e decodifica
La compressione di immagini in formato JPEG 2000 si svolge nelle seguenti fasi:
1. suddivisione dell'immagine in tessere ("tiles", sottoimmagini, porzioni di immagine). Le varie tessere possono essere codificate/decodificate separatamente, permettendo quindi la codifica su dispositivi con poca memoria (es: cellulari).
2. trasformazione dello spazio dei colori nel caso di immagini a colori;
3. trasformazione wavelet discreta delle sottoimmagini;
4. quantizzazione;
5. codifica entropica;
6. organizzazione dei dati codificati (divisione in layer di qualità, e sottounità di risoluzione, localizzazione spaziale, colore).

La decodifica percorre le stesse fasi in ordine inverso; esistono alcune importanti differenze tra codifica e decodifica nel passo di codifica entropica.

## Software
Uno dei motivi della ridotta diffusione del formato JPEG 2000 è la scarsità di software e browser per l'elaborazione e la visualizzazione.
Per Photoshop è disponibile a partire dalla versione CS un plugin distribuito dalla Adobe con il CD-ROM originale. A questo si aggiungono altri plugin reperibili gratuitamente in rete che offrono ulteriori funzionalità.
Anche Paint Shop Pro del concorrente Corel nella versione attuale può leggere e scrivere immagini in questo formato.
Alternative gratuite sono ad esempio ImageMagick, GraphicsMagick e il poliglotta di formati grafici XnView (http://www.xnview.com).
Anche per la visualizzazione all'interno dei browser sono disponibili diversi plugin, ad esempio quello della Luratech.
Per elaborare immagini JPEG 2000 con Linux è disponibile JasPer.
macOS legge e scrive immagini JPEG 2000 senza moduli aggiuntivi grazie al supporto diretto del sottosistema QuickTime.
| Programma                             | Base        | Base        | Avanzato | Avanzato | Licenza             |
| Programma                             | Legge       | Scrive      | Legge    | Scrive   | Licenza             |
| ------------------------------------- | ----------- | ----------- | -------- | -------- | ------------------- |
| IrfanView                             | Si          | parziale    | No       | No       | Proprietaria        |
| XnView                                | Si          | Si          | No       | No       | Proprietaria        |
| Pixel image editor                    | Si          | Si          | ?        | ?        | Proprietaria        |
| OpenJPEG                              | Si          | Si          | ?        | ?        | BSD                 |
| FastStone Image Viewer                | Si          | Si          | Si       | Si       | Proprietaria        |
| Paint Shop Pro                        | Si          | Si          | Si       | Si       | Proprietaria        |
| Adobe Photoshop                       | Si          | Si          | Si       | Si       | Proprietaria        |
| Corel Photo Paint                     | Si          | Si          | Si       | Si       | Proprietaria        |
| Apple IPhoto                          | Si          | No          | Si       | No       | Proprietaria        |
| JasPer                                | Si          | Si          | ?        | ?        | MIT License-style   |
| ImageMagick                           | Si          | Si          | ?        | ?        | ImageMagick License |
| FFmpeg                                | Si          | Si          | Si       | Si       | LGPL                |
| GTK+ (da 2.14)                        | Si          | No          | ?        | No       | LGPL                |
| GIMP                                  | in sviluppo | in sviluppo | ?        | ?        | GPL                 |
| Microsoft Windows GDI                 | Si          | No          | No       | No       | Proprietaria        |
| Aware, Inc. AccuRad J2KSuite Software | Si          | Si          | Si       | Si       | Proprietaria        |
| Apple QuickTime                       | Si          | Si          | ?        | ?        | Proprietaria        |

- Supporto base e avanzato si riferisce alla corrispondenza con, rispettivamente, Part1 e Part2 dello standard JPEG 2000.
- Il plug-in ufficiale di IrfanView's supporta la lettura dei files .jp2 ma la scrittura è limitata fino a che non si compra la licenza separatamente.
- Il plug-in JPEG2000 ufficiale di Adobe Photoshop CS2 e CS3 non è installato di default e deve essere manualmente copiato dal disco di installazione alla directory Plug-Ins > File Formats.

## Esempio
|           |      |           |
| Originale | JPEG | JPEG 2000 |

Gli artefatti di compressione visibili nell'immagine centrale sul cielo e sull'acqua sono meno evidenti con la compressione JPEG 2000.